# Universität Diego Portales
Die Universität Diego Portales (span. Universidad Diego Portales, UDP) ist eine Privatuniversität in Santiago de Chile. Sie wurde 1982 gegründet und ist nach dem chilenischen Staatsmann Diego Portales Palazuelos benannt. Sie verfügt über neun Fakultäten. Das Rektorat der Universität befindet sich im Palacio Piwonka, einem 1918 erbauten Gebäude, das 1995 von der Universität gekauft und restauriert wurde.